# حبيب آباد (أصفهان)
حبيب أباد (بالفارسية: حبیب آباد برخوار) هي مدينة تقع في إيران في أصفهان. يقدر عدد سكانها بـ 9,078 نسمة .